# A Dominikai Köztársaság zászlaja
A Dominikai Köztársaság zászlaját középen egy fehér kereszt négy téglalapra osztja, melynek színei kék-piros és piros-kék, a kereszt közepén fehér mezőben az ország címere van. A dominikaiak egyik legfontosabb hazafias jelképe, melynek születése az ország függetlenségének idejére tehető. 

## Története
1839-ben a trinitáriusok, akik a sziget függetlenségéért küzdöttek, saját lobogójukat úgy alkották meg, hogy fehér kereszttel egészítették ki Haiti zászlaját. Később a repülőrészen felcserélték a kék és a vörös részt. A kereszt a katolikus hitre utal, a kék a szabadság színe, a vörös a véré.
A címeren a nemzeti színek és lobogók, a kereszt és a Biblia jelennek meg. A Bibliában olvasható ige: Y la verdad nos hara libre [és az igazság szabadokká tesz, János evangéliuma 8,32]. A pajzs felett olvasható mottó jelentése: Isten, Haza, Szabadság.